# Sergio Floccari
Sergio Floccari (* 12. November 1981 in Vibo Valentia) ist ein ehemaliger italienischer Fußballspieler.

## Karriere

### Im Verein
Nach ersten unterklassigen Stationen wechselte Floccari 2002 zum CFC Genua. Nach nur einem Jahr wechselte er zu Rimini in die 3. Liga. In der Saison 2004/05 gelang ihm mit Rimini der Aufstieg in die Serie B. Im Januar 2006 wechselte Floccari in die Serie A zu Messina. Hier debütierte er am 20. Januar 2006 dem Spieltag beim 1:1 gegen Lazio Rom. Zur Saison 2007/08 wechselte Floccari zum Ligakonkurrenten aus Bergamo. Für Atalanta erzielte er in zwei Jahren 20 Ligatore. 2009 kehrte er zu Genua zurück. Er debütierte in dieser Saison auch in der UEFA Europa League, am 2. Spieltag der Gruppe B  bei der 2:3-Niederlage gegen den FC Valencia. Im Januar 2010 wurde Floccari an Lazio Rom ausgeliehen, im Sommer nahm Lazio die Kaufoption in Anspruch. Zur Saison 2011/12 wurde er an den FC Parma ausgeliehen, kehrte aber zur Saison 2012/13 zu Lazio zurück.
Am 30. Januar 2014 wechselte Floccari ligaintern zu US Sassuolo, nachdem Lazio mit Hélder Postiga einen weiteren Stürmer verpflichtete und er sich so zu großer Konkurrenz ausgesetzt sah. Bis Januar 2016 stand Sergio Floccari bei US Sassuolo unter Vertrag.
Floccari wechselte am 11. Januar 2016 zum Ligakonkurrenten FC Bologna. Insgesamt bestritt er 23 Ligaspiele und erzielte dabei 2 Tore für Bologna. Nach etwas über einem Jahr wechselte er am 19. Januar 2017, in die Serie B zu SPAL Ferrara. Zum Ende der Spielzeit 2020/2021 beendete Floccari seine aktive Laufbahn.

### In der Nationalmannschaft
Unter Cesare Prandelli stand Floccari in den Qualifikationsspielen zur Fußball-Europameisterschaft 2012 in den Partien gegen Serbien und Nordirland im Kader. Er blieb jedoch ohne Einsatz. 

## Erfolge
- Aufstieg in die Serie B 2005 mit der AC Rimini
- Coppa-Italia-Sieger: 2012/13